# Acido zoledronico
L'acido zoledronico (DCI) o zoledronato è un bifosfonato approvato per il trattamento per via endovenosa dell'osteoporosi e dell'ipercalcemia da malattie maligne. È commercializzato da Novartis con il nome di Aclasta e  Zometa.
L'acido zoledronico è usato per prevenire fratture dello scheletro in pazienti con osteoporosi, tumori come mieloma multiplo e carcinoma della prostata. Può anche essere usato nel trattamento del dolore da metastasi ossee.
Una dose annuale di acido zoledronico può inoltre prevenire le fratture ricorrenti nei pazienti con frattura dell'anca.
L'acido zoledronico è somministrato in una singola infusione da 5 mg annuale, per il trattamento dell'osteoporosi e della malattia di Paget.
Nel 2007, la US Food and Drug Administration (FDA) ha approvato l'acido zoledronico per il trattamento della osteoporosi in post-menopausa.

## Farmacodinamica
L'acido zoledronico appartiene alla classe dei bisfosfonati e agisce sul tessuto osseo inibendone il processo di riassorbimento mediato dagli osteoclasti. Il principale target molecolare della molecola è l'enzima dell'osteoclasta, farnesil pirofosfato sintetasi, che ne viene inibito. Ne consegue interferenza con le specializzazioni della membrana osteoclastica necessarie per il riassorbimento osseo.

## Farmacocinetica
Come gli altri bifosfonati, lo zoledronato non viene metabolizzato. Il 50% circa della dose viene ritrovato nelle urine entro 24 ore dalla somministrazione. La parte rimanente si lega all'osso (verosimilmente grazie a un'analogia strutturale della molecola al pirofosfato) e viene lentamente liberata nella circolazione sanguigna. L'emivita dello zoledronato nel plasma è di circa 7 giorni, ma il suo effetto persiste fino a 28 giorni, e basse dosi possono rimanere legate all'osso per mesi o anni.

## Indicazioni terapeutiche
Le indicazioni terapeutiche approvate in Italia sono:
Trattamento dell'osteoporosi alla dose di 5 mg in mono-somministrazione endovenosa annuale:
- nelle donne in post-menopausa
- negli uomini ad aumentato rischio di fratture, compresi quelli con una recente frattura dell'anca da trauma lieve.

Trattamento dell'osteoporosi associata a terapia sistemica a lungo termine con glucocorticoidi
- in donne in post-menopausa
- in uomini ad aumentato rischio di frattura.

Trattamento del morbo di Paget osseo in adulti.
Prevenzione degli eventi ossei in oncologia alla dose di 4 mg endovenosa ogni 3-4 settimane:
- Prevenzione di eventi correlati all'apparato scheletrico (fratture patologiche, schiacciamenti vertebrali, radioterapia o interventi chirurgici all'osso, ipercalcemia neoplastica) in pazienti affetti da tumori maligni allo stadio avanzato che interessano l'osso.
- Trattamento dell'ipercalcemia neoplastica (TIH, Tumor Induced Hypercalcemia).

Gli studi effettuati su soggetti con osteoporosi con o senza fratture patologiche mostrano che l'acido zoledronico alla dose di 5 mg per infusione endovenosa in mono-somministrazione annuale in regime Day-Hospital-ambulatoriale possa ridurre le nuove fratture vertebrali del 70% e delle nuove fratture femorali del 40%.

## Effetti collaterali e indesiderati
Nei soggetti in trattamento con acido zoledronico i principali eventi avversi segnalati sono: febbre, dolori muscolari, sintomi simil influenzali, dolori articolari e cefalea. La maggior parte di questi eventi si verifica entro tre giorni dalla somministrazione. L'incidenza di queste reazioni è più elevata dopo la prima infusione e diminuisce in modo deciso con le dosi annuali successive.
Queste reazioni potrebbero essere correlate alla stimolazione dei linfociti T gamma e delta (linfociti T non convenzionali, effettori dell'immunità innata) da parte dell'acido zoledronico.
Il zoledronato viene eliminato per via renale, di conseguenza la sua somministrazione non è raccomandata in soggetti con ridotta funzionalità renale o malattie renali. In letteratura medica sono stati segnalati casi di insufficienza renale acuta che ha richiesto la dialisi, talvolta con esito fatale, a seguito dell'utilizzo del farmaco.

Queste segnalazioni sono state confermate dall'Agenzia Europea dei Medicinali (EMA), il cui comitato per i medicinali per uso umano (CHMP) ha introdotto nuove controindicazioni per l'utilizzo del farmaco a partire dal dicembre 2011.

L'osteonecrosi della mandibola è una complicazione rara osservata in pazienti oncologici in trattamento con bisfosfonati. Questo evento avverso è stato principalmente osservato nei pazienti affetti da mieloma multiplo e trattati con zoledronato che erano sottoposti a estrazioni dentarie.

## Dear doctor letter
- Nel marzo 2010 AIFA ha concordato con la società produttrice una dear doctor letter nella quale si segnala come a seguito di infusione di acido zoledronico si siano registrati casi di compromissione renale, in particolare in soggetti con una pregressa insufficienza renale o con altri fattori di rischio (età avanzata, uso concomitante di medicinali nefrotossici o di diuretici, disidratazione).[15]
- Nel novembre 2012 Novartis in ottemperanza a quanto richiesto dall'Ufficio di Farmacovigilanza dell'AIFA ha inviato ai medici del materiale educazionale per il medico e per il paziente contenente il riassunto delle caratteristiche del prodotto di zolendronato, ricordando in particolare la nuova controindicazione rappresentata dalla ipocalcemia e la grave compromissione renale (clearance della creatinina < 35mL/min).